# Iowait
 (octobre 2016).
En informatique, iowait est une métrique logicielle appliquée aux systèmes d’exploitation. Elle correspond au temps d’attente du système pour l’écriture ou la lecture de données. Un « iowait » de 10 % signifie que 10 % de l’activité du processeur n’est pas destinée à faire des calculs mais à attendre l’exécution d’une opération de lecture/écriture.
Dans les environnements UNIX, cette mesure peut être trouvée grâce à des commandes comme top ou sar (en)… Elle est toutefois dénuée de sens en environnement multi-cœur.

## Étymologie
De l’anglais « input-output (I/O) (en français : entrée-sortie. c-à-d pour les opérations de lecture/écriture), suivi de l’anglais « wait » (attente ou latence).

## Sémantique
Ce terme est usité dans les communautés anglophones comme un nom propre (anglais technique) et n‘a pas de traduction en français.

## Sources
- (en) Explications sur ServerFault